# Dietrich Burger
Dietrich Burger (* 14. August 1935 in Bad Frankenhausen) ist ein deutscher Maler und Grafiker.

## Leben und Werk
Dietrich Burger studierte von 1953 bis 1958 an der Hochschule für Grafik und Buchkunst in Leipzig (HGB) bei Bernhard Heisig. Von 1958 bis 1964 hatte er an der HGB eine Aspirantur, bis 1973 lehrt er in den Fächern Naturstudium, Akt und Figur, von 1973 bis 1977 war er Assistent bzw. Oberassistent, von 1977 bis 1984 Dozent und von 1984 bis 2000 Professor für Malerei und Grafik. Er hatte in der DDR eine große Anzahl von Einzelausstellungen und Ausstellungsbeteiligungen, u. a. von 1958 bis 1988, außer 1962/1963 an allen Deutschen Kunstausstellungen bzw. Kunstausstellungen der DDR in Dresden.
Burger steht für eine konstruktivistische Variante der Sächsischen Malerei, mit einem hohen Anteil von Identität zwischen Leben und Werk. Seine Lebensstationen bestimmen oftmals einzelne Ausdrucksformen innerhalb seiner Werke. Seine frühen Werke sind besonders vom Einfluss der klassisch-französischen Moderne geprägt, besonders Corot, Watteau, Chardin, Picasso und Matisse.
Burger lebt und arbeitet in Roda.

## Ehrungen
- 1979 Kunstpreis der Stadt Leipzig

- 1988 Kunstpreis der DDR.

## Rezeption
„In der Malerei und Grafik Dietrich Burgers trifft man an einen unübersehbar hohen Anteil von Identität zwischen Leben und Werk. Auf den Bildern findet somit nicht nur Erlebtes und Erfahrenes mehr oder weniger verschlüsselt statt, sondern die Bildlandschaften bewältigen für ihn Existenzfragen. Der immer auf die Realität gerichtete Blick des Malers und ein seismografisch nach innen gewandtes Registrieren verweben sich in der malerischen und zeichnerischen Struktur.“

## Werke (Auswahl)

### Tafelbilder
- Rügener Landschaft (Mischtechnik, 1966)[3]
- Spaziergang (Tempera, 1970)[4]
- Spielstraße (Tempera, 1971)[5]
- Frauenkopf (Acryl, 1980)[6]

### Druckgrafik
- Nach der Ankunft am Etappenziel (Lithografie, 1958)[7]
- Familie I (Lithografie, 1966)[8]
- Am Rande des Parks (Lithografie, 1974)[9]
- Reiter (Radierung, 1977)[10]

- Eisbahn (Radierung; Kunstsammlung der Wismut GmbH, Chemnitz)[11]

## Einzelausstellungen (unvollständig)
- 1978 Dietrich Burger: Malerei und Grafik, Lindenau-Museum[12]
- 1995 Malerei/Grafik/Zeichnungen, Galerie Kleindienst, Leipzig
- 2000 Dietrich Burger: Malerei, Zeichnung, Druckgraphik, Lindenau-Museum[13]
- 2005 Neue Bilder, Galerie Kleindienst, Leipzig
- 2008 Dietrich Burger: Gestern und Heute, Galerie am Domhof, Zwickau
- 2010 bb, Galerie Kleindienst, Leipzig

## Ausstellungsbeteiligungen seit der deutschen Wiedervereinigung (unvollständig)
- 2011 Hochdruck an der HGB Leipzig, Hochschule für Grafik und Buchkunst Leipzig[14]

## Werke in Museen und öffentlichen Sammlungen (Auswahl)
- Altenburg (Thüringen), Lindenau-Museum
- Chemnitz, Kunstsammlung der Wismut GmbH
- Dresden, Kunstfonds des Freistaats Sachsen[15]
- Gera, Kunstsammlung Gera, Otto-Dix-Haus
- Leipzig, Kunsthalle der Sparkasse Leipzig[16]